# A Bright Shining Lie (película)
A Bright Shining Lie (en español: Una mentira brillante y luminosa; estrenada en España como Mentiras de guerra) es una película dramática de género bélico hecha para la televisión estadounidense en 1998 y basada en el libro de Neil Sheehan del mismo nombre y en la historia real de la experiencia de John Paul Vann en la guerra de Vietnam. Está protagonizada por Bill Paxton, Amy Madigan, Vivian Wu, Donal Logue, Eric Bogosian y Kurtwood Smith, escrita y dirigida por Terry George y producida por Greg Ricketson. 

## Reparto
| Actor                  | Personaje                                          |
| ---------------------- | -------------------------------------------------- |
| Bill Paxton            | John Paul Vann                                     |
| Karina Logue           | Camarera                                           |
| Amy Madigan            | Mary Jane Vann                                     |
| Donal Logue            | Steven Burnett                                     |
| Harve Presnell         | General del MACV                                   |
| Robert John Burke      | Frank Drummond                                     |
| Bill Whelan            | Ron Dray                                           |
| Lim Kay Tong           | Cnel. Cao Huynh Van                                |
| Seng Kawee             | Líder del Vietcong                                 |
| Vivian Wu              | Lee                                                |
| Van Thoa Trinh         | Comandante del Vietcong                            |
| Richard Libertini      | Consejero matrimonial                              |
| James Bigwood          | Gerente de oficina                                 |
| Ed Lauter              | Gral. Weyand                                       |
| Kurtwood Smith         | Gral. Westmoreland                                 |
| Eric Bogosian          | Doug Elders                                        |
| James Rebhorn          | Embajador Bunker                                   |
| Les JN Mau             | Cnel. Dinh                                         |
| David Warshofsky       | Terry Pike                                         |
| Thanh Nguyen           | Traductora del Ejército de la República de Vietnam |
| Pichariva Narakbunchai | Annie                                              |
| Kris von Habsburg      | Soldado estadounidense                             |

- Doug Elders, un personaje ficticio que no aparece en el libro y que combina elementos de personajes de la vida real que aparecen en el libro, como Daniel Ellsberg y Douglas Ramsey, quienes trabajaron con Vann; Ellsberg y el reportero David Halberstam habrían pedido que sus nombres fueran eliminados de la producción después de leer un primer borrador del guion[1]

## Nominaciones a premios
En 1998, la película fue nominada para un premio Primetime Emmy como Mejor Película para Televisión. En 1999, Bill Paxton fue nominado a un Globo de Oro por su actuación en la película.